# Sint-Trudoledeken
Sint-Trudoledeken är ett vattendrag i Belgien.   Det ligger i provinsen Västflandern och regionen Flandern, i den nordvästra delen av landet, 90 km väster om huvudstaden Bryssel.
Runt Sint-Trudoledeken är det i huvudsak tätbebyggt. Runt Sint-Trudoledeken är det tätbefolkat, med 257 invånare per kvadratkilometer.